# Palacio Nacional (Adís Abeba)
El Palacio Nacional es un palacio en Adís Abeba, Etiopía. También es conocido como el Palacio del Jubileo. El palacio fue construido en 1955 para conmemorar el Jubileo de Plata del emperador Haile Selassie. Después de un intento de golpe de Estado en el Palacio de Guenete Leul en 1960, el emperador hizo del Palacio del Jubileo su residencia principal. Aunque la sede de gobierno se mantuvo en el Palacio Imperial. El palacio fue ampliado y duplicó su tamaño entre 1966 y 1967.
El Palacio del Jubileo fue el sitio de la destitución del emperador Haile Selassie en septiembre de 1974. 10 oficiales militares de bajo rango se presentaron ante el emperador en la biblioteca del palacio y le leyeron la declaración del Derg, que oficialmente lo alejó del trono. Después de la declaración el edificio paso a llamarse "Palacio Nacional", nombre que aún conserva hoy en día.